# El Corralet (les Valls d'Aguilar)
El Corralet és una muntanya de 1.814 metres que es troba al municipi de les Valls d'Aguilar, a la comarca de l'Alt Urgell.